# 12月7日
12月7日是公历一年中的第341天（闰年第342天），离全年结束还有24天。

## 大事记

### 19世紀以前
- 前43年：古羅馬知名哲學家及演說家西塞羅因主張維持共和制，遭馬克·安東尼派人於福爾米亞刺殺身亡。
- 208年：黃蓋在乌林以火攻突襲曹操水军，为孙权、刘备联盟军队在赤壁之戰取胜。
- 1582年：儒略曆最後一個日期列表改為了12月20日新日曆格里曆。
- 1732年：英国皇家大剧院在伦敦开幕。

### 19世紀
- 1815年：法国元帅内伊因支持拿破仑而被波旁王朝在巴黎卢森堡公园附近以叛国罪枪决。
- 1873年：俄国数学家康托尔在给戴德金的信中说他已能成功地证明实数的“集体”是不可数的了，因此今日成为集合论的诞生日。
- 1889年：第一个充气轮胎受专利保护。

### 20世紀
- 1926年：第一台电冰箱受美国专利保护。
- 1941年：第二次世界大战：大日本帝國海軍針對美國太平洋艦隊總部所在地夏威夷領地珍珠港發動突襲作戰，太平洋戰爭爆發。
- 1944年：日本紀伊半島外海發生Mw 8.1的強烈地震，造成1,223人死亡。
- 1945年：马来亚华人大屠杀主谋山下奉文在马尼拉军事法庭终审被判处死刑，于隔年2月23日执行。
- 1949年：隨著在第二次國共內戰中逐漸戰敗，中華民國政府宣布各機關從中國大陸遷往臺灣地區。
- 1955年：英国首相艾德禮退出政壇。
- 1970年：西德總理於造訪華沙猶太區起義紀念碑時自發下跪，為納粹德國侵略期間的死難者默哀。
- 1972年：美国阿波罗17号宇宙飞船發射，為阿波羅計劃中最後一次登月任務。本日在飞向月球的过程中，其宇航员拍下蓝色弹珠地球照片。
- 1975年：印度尼西亞國民軍以反對殖民統治為由入侵東帝汶，展開長達25年的軍事佔領。
- 1981年：以色列开凿地中海死海运河计划遭联大反对。
- 1983年：伦敦著名的哈洛德百货公司遭到恐怖分子炸弹袭击，造成5人死亡，91人受伤，爱尔兰共和军宣布对事件负责。
- 1988年：前蘇聯亞美尼亞北部发生强烈地震，2万5千人死亡。
- 1991年：美国研制出全数字电视系统。
- 1992年：由于连夜暴风雨，玻利維亞的伊皮山发生了山体滑坡，造成上千人死亡。
- 1995年：美国伽利略号太空探测器在由阿特兰蒂斯号航天飞机送上太空六年后，进入绕木星飞行的轨道。
- 1996年：歐洲核子研究組織的科研人员发现正负K介子在转换过程中存在时间上的不对称性。
- 1997年：纪念南京大屠杀的“为和平而歌”音乐会在美国纽约卡内基音乐厅举行。
- 1999年：美国唱片业协会指控以点对点技术进行档案分享服务的Napster严重侵犯版权并且提出控诉。

### 21世紀
- 2001年：塔利班向坎大哈新政权缴械。
- 2002年：伊拉克否认拥有大规模杀伤性武器，总统萨达姆向科威特人民道歉。
- 2007年：韩国河北精神号油轮与驳船碰撞，引起河北精神号漏油事故，成为韩国史上最严重的漏油事件。
- 2007年：響應當時陳水扁政府去蔣化之轉型正義政策，中正紀念堂大中至正之牌匾由中華民國教育部強制拆除。
- 2015年：日本宇宙航空研究開發機構的太空探測器破曉號在首次嘗試失敗五年後，進入環繞金星的軌道，研究金星的大氣。
- 2022年：由極右翼和退伍軍人組成的團伙因策劃在德國發動政變，冀望恢復德意志帝國未遂而被捕。
- 2024年：敘利亞反對派武裝勢力攻陷大馬士革，敘利亞阿拉伯共和國政府倒台。

## 出生
- 521年：聖高隆，愛爾蘭僧侶，將天主教傳入蘇格蘭、愛爾蘭的先驅（597年逝世）
- 903年：阿卜杜勒－拉赫曼·苏菲，波斯天文學家（986年逝世）
- 1561年：吉川廣家，日本戰國時代武將，初代岩國藩當主（1625年逝世）
- 1598年：济安·貝尼尼，義大利巴洛克藝術家（1680年逝世）
- 1764年：克勞德·皮爾林·維克托，法國元帥（1841年逝世）
- 1810年：泰奥多爾·施旺，德國動物學、細胞學家（1882年逝世）
- 1823年：利奥波德·克羅内克，德國數學、邏輯學家（1891年逝世）
- 1827年：提歐多洛·谷特勞，義大利作曲家（1879年逝世）
- 1847年：璧利南，英國外交官（1927年逝世）
- 1849年：西園寺公望，日本政治人物、教育家，第12、14任內閣總理大臣（1940年逝世）
- 1860年：約瑟夫·庫克，澳大利亞政治人物，第6任澳大利亞總理（1947年逝世）
- 1863年：皮埃特羅·馬斯卡尼，義大利作曲家（1945年逝世）
- 1872年：約翰·赫伊津哈，荷蘭語言學家、历史學家（1945年逝世）
- 1873年：薇拉·凱瑟，美國作家，1923年獲普立茲獎（1947年逝世）
- 1878年：與謝野晶子，日本女性詩人、作家（1942年逝世）
- 1887年：恩斯特·托赫，奧地利裔美國作曲家，發明「語音音樂」技術（1964年逝世）
- 1888年：施戈斐侶，英國殖民地官員、考古學家（1968年逝世）
- 1893年：陳炘，臺灣銀行家，二二八事件受難者（1947年逝世）
- 1895年：蔣廷黻，中華民國歷史學家、外交官（1965年逝世）
- 1896年：郁達夫，中國作家、小說家（1945年逝世）
- 1905年：傑拉德·柯伊伯，荷裔美國天文學家（1973年逝世）
- 1916年：袁珂，中國神話學家（2001年逝世）
- 1920年：沃爾特·諾沃特尼，二次大戰德國空軍第5號王牌飛行員，442次任務擊落258架敵機（1944年逝世）
- 1925年：許瑜，香港教育署署長（2015年逝世）
- 1928年：諾姆·喬姆斯基，美國語言學家、哲学家
- 1931年：艾倫·鮑絲汀，美國演員
- 1932年：劉宜良，旅美華人作家（1984年逝世）
- 1932年：艾倫·鮑絲汀，美國女演員
- 1934年：田名部匡省，日本男子冰球運動員、政治人物（2025年逝世）
- 1936年：瑪莎·萊恩·柯林斯，美國女商人、政治家，第56任肯塔基州州長
- 1949年：湯姆·威茨，美國音樂人、演員
- 1953年：陶澤如，中國男演員
- 1956年：拉里·伯德，美國NBA球員、教練
- 1956年：馬克·羅斯頓，美國男演員
- 1957年：李家超，香港政治人物，現任香港特首，香港政務司司長
- 1957年：森博嗣，日本推理小說家，代表作《全部成為F》
- 1961年：林夕，香港填詞人
- 1961年：鈴木琢磨，日本男性聲優
- 1961年：C·托馬斯·豪威爾，美國演員、電影監製
- 1961年：喬納森·洛索斯，美國演化生物學家和、爬蟲動物學家
- 1965年：方念華，台灣新聞主播、節目主持人
- 1965年：香川照之，日本男演員
- 1965年：傑佛瑞·萊特，美國男演員
- 1969年：潘焯鴻，香港工程師、政界人物，因揭發沙中綫偷工減料醜聞而著名
- 1970年：，法國律師、政治人物，現任法國國民議會議長
- 1971年：道比·歐帕瑞，英國男演員、編劇
- 1973年：戴米恩·萊斯，愛爾蘭創作歌手、音樂家
- 1974年：魯可蒂，臺灣裔美國新聞主播、記者
- 1975年：松尾諭，日本男演員、聲優
- 1976年：章家瑄，台灣女演員
- 1977年：艾瑞克·夏維茲，美國職棒選手
- 1977年：羅伯特·阿貝拉，馬爾他政治人物，現任馬爾他總理
- 1978年：費振翔，中國男演員
- 1979年：莎拉·芭瑞黎絲，美國創作歌手、鋼琴家
- 1980年：，英格蘭足球運動員
- 1980年：鄭仁，韓國女歌手
- 1981年：文倉十，日本插畫家
- 1981年：間宮康弘，日本男性聲優
- 1982年：陳國峰，香港歌手
- 1982年：蛋堡，台灣男歌手、詞曲作家、製作人
- 1983年：佛斯托·卡蒙納，美國職棒選手
- 1984年：，波蘭史上首位一级方程式賽車手
- 1984年：亞倫·格雷，美國職業籃球運動員
- 1984年：龔柯允，馬來西亞歌手、演員
- 1984年：方宥心，台灣演員
- 1986年：法伊爾·阿爾瑟諾夫，巴什基爾族民族主義者、政治活動家
- 1987年：張名雅，香港模特兒
- 1987年：亞倫·卡特，美國男歌手、演員（2022年逝世）
- 1988年：艾蜜莉·布朗寧，澳洲女演員、模特兒
- 1988年：内森·阿德里安，美國游泳運動員
- 1989年：尼古拉斯·霍爾特，英國演員
- 1989年：林筠翔，香港配音員
- 1990年：蔣夢婕，中國女演員
- 1990年：瑪爾特·奧爾斯布·勒伊瑟蘭，挪威女子冬季兩項運動員
- 1991年：櫻田通，日本男演員
- 1992年 : 蔣屹修，台中拾荒趣創辦人
- 1993年：黃嘉雯，香港女演員
- 1994年：羽生結弦，日本男子花式滑冰運動員
- 1994年：派翠西亞·艾利森，英國女演員
- 1994年：彼特·阿隆索，美國職業棒球運動員
- 1995年：Sowon，韓國女子偶像團體GFRIEND隊長
- 1996年：江佑真，台灣YouTuber
- 1999年：李翰潔，韓國男子偶像團體X1、BAE173成員
- 2001年：昌雅妮，中國女子跳水運動員
- 2003年：凱薩琳娜-艾瑪莉亞，荷蘭公主

## 逝世
- 前43年：西塞罗，罗马共和国晚期的哲学家、政治家、律师、作家、雄辩家（前106年出生）
- 1111年：大江匡房，日本平安時代公卿、儒學者、歌人（1041年出生）
- 1254年：教宗依諾增爵四世，羅馬主教（1195年出生）
- 1634年：內藤政長，日本戰國時代－江戶時代前期武將、大名（1568年出生）
- 1663年：恩津加，安哥拉女王（1583年出生）
- 1815年：米歇爾·內伊，法國元帥（1769年出生）
- 1817年：威廉·布萊，英國皇家海軍中將（1754年出生）
- 1869年：大村益次郎，日本醫師、西洋學者，幕末維新十傑之一（1824年出生）
- 1874年：康斯坦丁·馮·蒂申多夫，德國聖經學者（1815年出生）
- 1894年：斐迪南·德·雷賽布，法國外交官、實業家（1805年出生）
- 1902年：托马斯·纳斯特，美國政治漫画家，象征共和党的大象出自其手[1]（1840年出生）
- 1912年：乔治·达尔文，爵士，英国天文学家，查尔斯·达尔文的第二个儿子（1845年出生）
- 1938年：凱瑟琳·卡爾，美國畫家、作家（1865年出生）
- 1952年：弗雷斯·雷·莫爾頓，美國天文學家（1872年出生）
- 1961年：赫伯特·彼特曼，英國海員，鐵達尼號三副（1877年出生）
- 1966年：陳文文，越南共和國政治人物（1908年出生）
- 1970年：魯布·戈德堡，美国漫画家（1883年出生）
- 1976年：郑律成，中国作曲家（1917年出生）
- 1977年：彼得·卡爾·戈德馬克（英语：Peter Carl Goldmark），美国工程师，第一张唱片的发明人（1906年出生）
- 1979年：塞西莉亞·佩恩-加波施金，英裔美國天文學家、天體物理學家（1900年出生）
- 1979年：松冈洋子，日本女权运动家（1954年出生）
- 1993年：沃爾夫岡·保羅，德國物理學家，離子阱的開發人之一，1989年諾貝爾物理學獎得主（1913年出生）
- 1998年：马丁·罗德贝尔，美国生化学家（1925年出生）
- 2003年：溫世仁，台灣企業家（1948年出生）
- 2004年：弗雷德里克·芬奈爾，美國指揮家（1914年出生）
- 2011年：伊芝迪，葡萄牙政治家，第123任澳門總督。（1922年出生）
- 2016年：保羅·埃爾夫斯特倫，丹麥男子帆船運動員。（1928年出生）
- 2019年：許松山，臺灣漫畫家。（1937年出生）
- 2021年：穆斯塔法·本·哈利姆，利比亞政治人物、商人，第3任利比亞總理（1921年出生）

## 节假日和习俗
- 國際民航日
- 天主教會：聖安波羅修瞻禮
- 美国：棉花糖日[2]